# Mathieu Carrière
Mathieu Carrière (Hannover, 1950. augusztus 2. –) német színész. Testvére Mareike Carrière (1954–2014) színésznő.

## Élete
Berlinben és Lübeckben nőtt fel. 1964-ben debütált a Tonio Kröger című filmben. 1966-ban A fiatal Törless című filmben is szerepelt. 1967-ben belépett a jezsuita kollégiumba. 1969-ben Párizsba költözött, hogy ott filozófiát tanulhasson. 1980-ban a zsűri tagja volt a Berlini Nemzetközi Filmfesztiválon.

## Filmszerepei
- 1964: Tonio Kröger; az ifjú Tonio
- 1966: A fiatal Törless (Der junge Törless); Thomas Törless
- 1968: A paradicsom kapui (Gates to Paradise); Alexis Melissen
- 1970: La maison des bories, Carl-Stéphane Kursdedt
- 1970: Thomas Chatterton; William Bradford Smith
- 1971: Találkozó Brayban (Rendez-vous à Bray); Julien Eschenbach
- 1972: Bluebeard; a hegedűs
- 1973: Don Juan, avagy: Don Juan, ha nő lett volna (Don Juan ou Si Don Juan était une femme...); Paul abbé
- 1973: Nem zörög a haraszt… (Il n'y a pas de fumée sans feu); Ulrich Berl
- 1973: A felügyelő (Der Kommissar), tévésorozat; Alfred Steger
- 1973: Giordano Bruno; Orsini
- 1975: India Song, német attasé
- 1976: Police Python 357; tévésorozat; Ménard rendőrfelügyelő
- 1976: Kegyelemlövés (Der Fangschuß); Volkmar
- 1979: A nő szürkületben (Een vrouw tussen hond en wolf); német katona
- 1980: Egon Schiele: Kicsapongás és büntetés (Egon Schiele – Exzesse); Egon Schiele
- 1981: A pilóta felesége (La femme de l’aviateur); Christian
- 1981: Rejtélyes történetek (Histoires extraordinaires), tévésorozat; Az Usher-ház vége (La chute de la maison Usher) epizód; Sir Roderick Usher
- 1981: A Laurent család (Die Laurents); tévésorozat; Frédéric Laurent
- 1982: A Sant Souci-i járókelő (La passante du Sans-Souci); Ruppert von Leggaert / Federico Logo
- 1983: Testek csábítása (Die flambierte Frau); Chris férfiprostituált
- 1984: The Bay Boy; Chaisson atya
- 1984: Matt 13 lépésben (Matt in dreizehn Zügen), tévésorozat; Claus Korff
- 1984: Yerma; Victor
- 1985: Elrejtett érzelmek (L’amour en douce); Carl
- 1985: Júdás hadművelet (Bras de fer); von Bleicher
- 1985: Beethoven unokaöccse (Le neveu de Beethoven); Rudolf főherceg (forgatókönyvíró is)
- 1987: Valcerkirály (Johann Strauss – Der König ohne Krone); Eduard Strauss
- 1987: Série noire, tévésorozat; Halál a „Vidám fiúkra” (Mort aux ténors) epizód; Mars
- 1987: Szerelmi rítus (Cérémonie d’amour); Hugo Arnold
- 1976–1988: Derrick, tévésorozat; több szerepben
- 1988: Opus nigrum (L’oeuvre au noir); Pierre de Hamaere
- 1988: A gyilkolás öröme (El placer de matar); Andrés
- 1989: Europa und der zweite Apfel, tévéfilm; Von Clausewitz
- 1989: Quantum Leap – Az időutazó (Quantum Leap); tévésorozat; Roget
- 1990: Magyar rekviem; őrnagy
- 1989: Zugzwang (Fool’s Mate); rendező
- 1991: Malina; Malina
- 1991: A siker (Erfolg); Erich Bornhaak
- 1992: Felhők közül a nap (Shining Through); Von Haefler
- 1992: Kolumbusz, a felfedező (Christopher Columbus: The Discovery); János király
- 1992: Előkelő társaság (Alta società); n.a.
- 1992: Három a doktor (Freunde fürs Leben); tévésorozat; Werner Westfal
- 1993: Komisz vér (Böses Blut), tévé-minisorozat; Werner Westfal
- 1994: A felügyelőnő (Die Kommissarin), tévésorozat; Erich Markwald
- 1995: Charlotte és Léa (Charlotte et Léa); Thomas
- 1992–1995: Szerelem a Hohenstein-kastélyban (Schloß Hohenstein – Irrwege zum Glück); Graf Gregor von Hohenstein
- 1996: A gyanú árnyékában (Schuldig auf Verdacht); n.a.
- 1996: Sandokan visszatér (Il ritorno di Sandokan); tévé-minisorozat; Raska
- 1996: A kis Rosemarie (Das Mädchen Rosemarie), tévéfilm; Fribert
- 1997: Tűzsivatag (Il deserto di fuoco); François Legrand
- 1997: Koldus és királylány (La principessa e il povero), Hamil király
- 1998: A fehér elefánt (L’elefante bianco); Johann Rudde
- 1996–1998: Tetthely (Tatort), tévésorozat; Wehling / Lewald
- 1998: Mint a pók a hálójában[forrás?] (Wie eine Spinne im Netz); tévéfilm; Dr. Sigl
- 1998: Az ártatlanság ára[forrás?] (Preis der Unschuld); tévéfilm; Richard Weymann
- 1999: Férfiak másodkézből (Männer aus zweiter Hand); tévéfilm; Eberhard
- 1983–1999: Az Öreg (Der Alte); tévésorozat; több szerepben
- 2000: Rex felügyelő (Kommissar Rex); tévésorozat; Paul Mandl professzor
- 2001: Júdás (Gli amici di Gesù – Giuda); Pontius Pilatus
- 2001: Hitetlen Tamás (Gli amici di Gesù – Tommaso); Pontius Pilatus
- 2002: Ebcsont beforr (Davon stirbt man nicht); Stefan Schürmann
- 2002: Féktelen futam (High Speed); Lucas
- 2003: Két férfi, egy eset (Ein Fall für zwei); Erics Tod c. epizód, Armin Steiner
- 2003: Luther; Cayetan bíboros
- 2003: Hans Christian Andersen: Életem története (Hans Christian Andersen: My Life as a Fairy); tévéfilm, Otto
- 2004: Arsène Lupin; Orléans hercege
- 2005: A kaméliás hölgy[forrás?] (La signora delle camelie); tévéfilm; Primoli
- 2006: Moulin felügyelő (Commissaire Moulin), tévésorozat; Michel Léonard
- 2007: Se füle, se farka, avagy a meseírók beájulnak (Die ProSieben Märchenstunde), tévésorozat; Hamupipőke c. epizód; a Király
- 2008: Robbie, a fóka (Hallo Robbie!); tévésorozat; Hanno Venske
- 2008–2009: Szerelmes Anna (Anna und die Liebe), tévésorozat; Robert Broda
- 2010: Cobra 11, tévésorozat; Rolf Reinhardt
- 2010: Minden férfi disznó? (Sind denn alle Männer Schweine?); tévéfilm; Dr. Baldus
- 2010: Különleges bánásmód (Sans queue ni tête); Robert Masse
- 2012: Az utolsó zsaru (Der letzte Bulle); Henri Durand
- 2013: Nálatok laknak állatok? (Tiere bis unters Dach), tévésorozat; Edward Schellenberg csodadoktor
- 2014: Rómeó és Júlia (Romeo and Juliet), tévésorozat; a herceg

## Fordítás
- Ez a szócikk részben vagy egészben  a   Mathieu Carriére című angol Wikipédia-szócikk fordításán alapul.  Az eredeti cikk szerkesztőit annak laptörténete sorolja fel. Ez a jelzés csupán a megfogalmazás eredetét és a szerzői jogokat jelzi, nem szolgál a cikkben szereplő információk forrásmegjelöléseként.